# Дюрич Ігор Олексійович
Дюрич Ігор Олексійович (Дніпропетровськ, 15 вересня 1959) — український художник, продюсер, політичний технолог. Співзасновник (разом із Ігорем Подольчаком та Романом Віктюком) та співавтор всіх акцій Фонду Мазоха. Російська критика відносить творчість Дюрича до «Южнорусской волны» ( яка в Україні відома як Нова хвиля). Брав участь (креативний продюсер) у створенні художнього фільмів «Las Meninas» та «Delirium (фільм)» (режисер Ігор Подольчак, Україна, 2008, 2009). Живе та працює у Києві та Празі.

## Художня творчість
2004 року разом з Ігорем Подольчаком (під шильдою Інститут Актуальної Культури) організував у Києві «Час мецената» [Архівовано 29 вересня 2012 у Wayback Machine.] (благодійний аукціон)

Аукціон проходив у недобудованому приміщенні Національного художнього музею України (вул. Грушевського 3, будівля знесена). Проект мав на меті привернути увагу громадськості до проблеми формування колекції українського мистецтва періоду Незалежності
, та спробувати знайти можливість фінансування такої колекції. В проекті взяли участь видатні діячі мистецтва України — художники (Олександр Гнилицький, Віктор Марущенко, Сергій Братков, Анатоль Степаненко, Олександр Ройтбурд, Павло Маков, Ілля Чичкан), письменники (Юрій Андрухович, Юрій Покальчук), композитор (Олександр Щетинський), режисери (Роман Віктюк, Юрій Іллєнко Андрій Жолдак, Олесь Санін, Дмитро Богомазов). Хоча деякі критики сприйняли «Час мецената» досить скептично
, організаторам все ж вдалося за гроші, які були отримані під час аукціону, придбати твори сучасних українських художників і передати їх у колекцію Національного художнього музею України, як «Громадську колекцію сучасного українського мистецтва».

## Фонд Мазоха
Співавтор всіх акцій «Фонду Мазоха» в період 1994—2004 рр. в Україні («Останні гастролі в Україні», 2000; «Баспредєл с/мазохизма», 1998; «Свіжі газети для…», 1995; «Мавзолей для Президента», 1994), Росії («Unlimited Humanism», 1997; «Последний еврейський погром», 1995) та Німеччині («З Днем Перемоги пане Мюллер», 1995).

## Кінематографічна творчість
«Las Meninas» (2008 р., Україна) — дебютний повнометражний фільм Ігоря Подольчака в якому Дюрич виконав роль креативного продюсера. Світова прем'єра відбулася на Міжнародному кінофестивалі у Роттердамі 25 січня 2008 року в конкурсній програмі. Фільм брав участь у 27-х міжнародних кінофестивалях, в 10 з них у конкурсній програмі, в інших в офіційній селекції. Українська прем'єра відбулася 9 червня 2009 року в рамках Фестивалю європейського кіно у Києві. Кінотеатральний реліз фільму в Україні відбувся 5 жовтня 2009 року. У рейтингу «Підсумки українського кінопроцесу-2011», проведеному Бюро української кіножурналістики (БУК) та Національною спілкою кінематографістів України (НСКУ) фільм «Las Meninas» увійшов у двадцятку «Найкращі вітчизняні фільми 1992 – 2011 рр.».
«Delirium» (2012 р., Україна, Чехія) — друга повнометражна стрічка Ігоря Подольчака, продюсована Дюричем . В основу сценарію фільму покладена повість «Індуктор» українського письменника та журналіста Дмитра Бєлянського. Зйомки фільму тривали впродовж 2008—2010 рр. Вперше уривки з фільму були представлені на 45-му Міжнародному кінофестивалі у Карлових Варах у програмі «Фільми у виробництві. Нові повнометражні стрічки з центральної та східної Європи» у 2010 році. За версією Афіша@Mail.Ru фільм Delirium увійшов до рейтингу "Топ-10 українських фільмів 2012 року". Світова прем'єра стрічки відбулася 4 березня 2013 року в конкурсній програмі «Тиждень режисерів» на міжнародному кінофестівалі «Фанташпорту - 2013», Порту, Португалія.

## Інша діяльність
З 1996 року займався розробкою виборчих кампаній
в Україні
та Росії (вибори губернатора Краснодарського краю, 1996; вибори до Московської міської думи, 1997; вибори в Приморську крайову думу, Владивосток, 1997).
Автор (разом з Ігорем Подольчаком) розробок іміджової компоненти політичних виборчих кампаній в Україні (вибори Президента України (Л.Кучма, 1999); вибори до Верховної Ради України 2002 року (блок «За єдину Україну!»; кандидит в депутати О.Сагура), вибори до Верховної Ради України 2006 року («Народний блок Литвина» («МИ»)), вибори мера Києва 2008 року (В.Пилипишин), співпрацював з Тимофієм Сєргєйцевим, Дмитром Куликовим). Найвідоміший плакат з виборчої кампанії 1999 року — «Всьо буде чотко» («Кучма панк»
). 2002 року вперше в політичній рекламі («За єдину Україну!») Подольчак і Дюрич використали гомосексуальні мотиви (серія плакатів «Нас єднає кохання»).[джерело?]